# World Checklist of Selected Plant Families

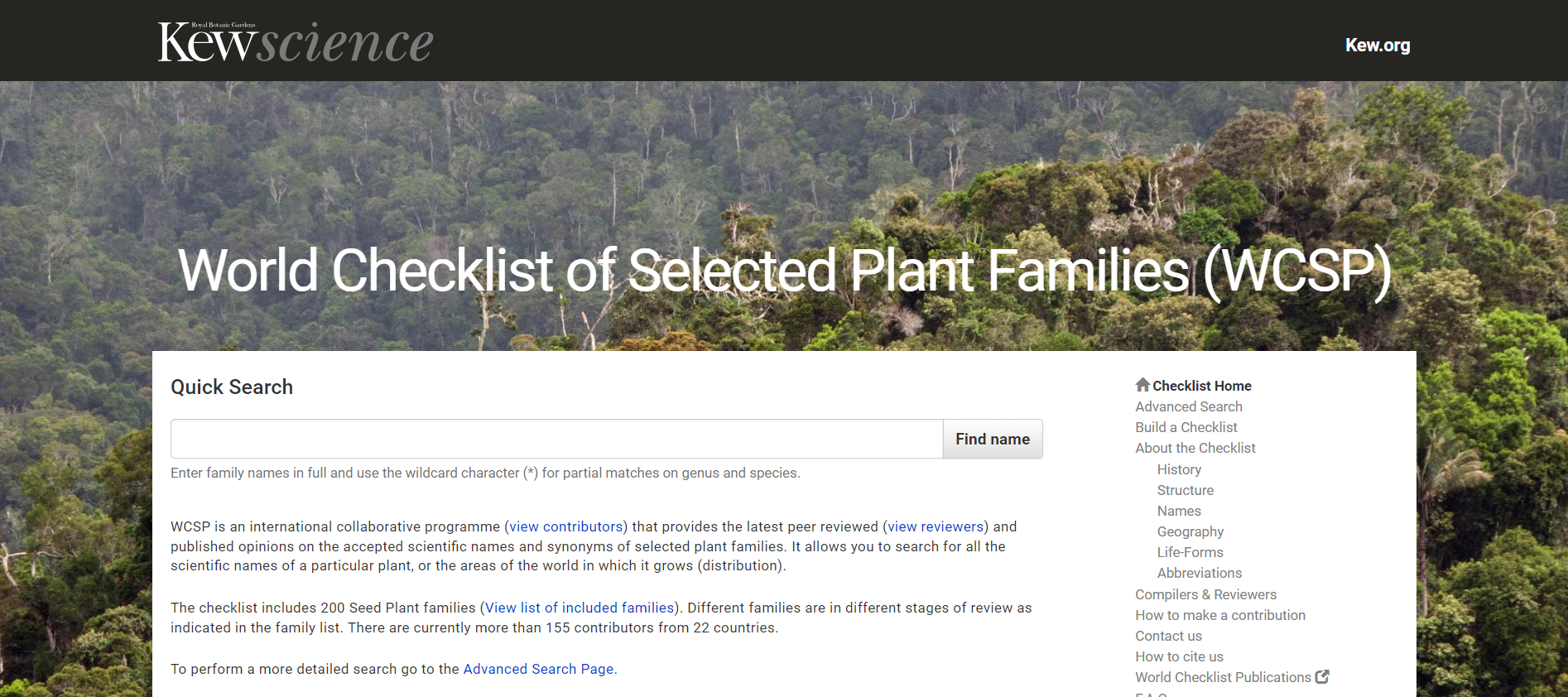
webové stránky

World Checklist of Selected Plant Families (WCSP) je on-line databáze spravovaná Královskými botanickými zahradami v Kew (the Royal Botanic Gardens, Kew). Jedná se o projekt mezinárodní spolupráce, který poskytuje aktuální peer-rewied publikované názory na schválené botanické názvy a synonyma vybraných čeledí rostlin. Databáze umožňuje vyhledávat jména čeledí, rodů a druhů rostlin a vytvářet seznamy. 
International Plant Names Index (IPNI) je doplňkový projekt k WCSP, také zde je zapojena Kew Garden..
Koncem října 2022 se má web WCSP společně s World Checklist of Vascular Plants uzavřít. Jejich data budou exportována do databáze Plants of the World Online (POWO).